# Brigitta Zöchling-Jud
Brigitta Zöchling-Jud (* 7. April 1972 in Graz als Brigitta Jud) ist eine österreichische Juristin und Hochschullehrerin sowie seit Oktober 2020 Dekanin der Rechtswissenschaftlichen Fakultät der Universität Wien.

## Leben
Zöchling-Jud wurde 1972 als Tochter des Grazer Jusprofessors Waldemar Jud geboren. Sie legte 1990 ihre Matura am Akademischen Gymnasium Graz ab und begann sodann ein Studium der Rechtswissenschaften an der Universität Wien, das sie 1994 abschloss. Ihre Gerichtspraxis leistete sie am Bezirksgericht Hernals, an den Landesgerichten für Strafsachen und dem für Zivilsachen in Wien ab. Im Anschluss daran arbeitete sie bis 2003 als Universitätsassistentin am Institut für Zivilrecht der Universität Wien unter Rudolf Welser. Während dieser Tätigkeit promovierte sie 1997 zum Dr. jur. 2003 habilitierte sie sich und erwarb die venia legendi für die Fächer Zivilrecht und Europäisches Zivilrecht. Ihre Habilitationsschrift wurde mit dem Walther-Kastner-Preis ausgezeichnet.
Noch im selben Jahr folgte Zöchling-Jud einem Ruf nach Deutschland und bekleidete ab Oktober 2003 einen Lehrstuhl für Bürgerliches Recht an der Universität Bonn. Im März 2006 wechselte sie zurück in ihr Heimatland und hatte an der Universität Salzburg eine Professur für Bürgerliches Recht, Rechtsvergleichung und Internationales Privatrecht inne. Diesen Posten verließ sie bereits im November 2007 wieder zugunsten der Universität Wien. Seit Dezember 2007 hat sie dort einen Lehrstuhl für Zivilrecht inne. Einzelne Lehraufträge hatte sie seit 2005 zudem an den Universitäten Warschau, Verona und Krems. Außerdem ist Zöchling-Jud seit 2006 beim Amtsgericht Köln und beim Landgericht Köln als Rechtsanwältin zugelassen. In der Funktionsperiode 2018 bis 2023 ist sie stellvertretende Vorsitzende des Universitätsrates der Universität Salzburg.
Im Oktober 2020 übernahm sie das Amt der Dekanin der Rechtswissenschaftlichen Fakultät der Universität Wien von ihrem Vorgänger Paul Oberhammer.
Brigitta Zöchling-Jud forscht insbesondere zum österreichischen und europäischen Zivilrecht, Schuldrecht, Erbrecht, zum internationalen Privatrecht und Privatstiftungsrecht. Sie ist verheiratet und Mutter zweier Kinder.

## Werke (Auswahl)
- Der Erbschaftskauf – Verfügungen des Erben über sein Recht. Manz, Wien 1998, ISBN 978-3-214-03698-0. (Dissertation)
- Schadenersatz bei mangelhafter Leistung. Manz, Wien 2003, ISBN 978-3-214-03700-0. (Habilitation)
- Christian Rabl & Brigitta Zöchling-Jud: Das neue Erbrecht - Erbrechts-Änderungsgesetz 2015. Manz, Wien 2015, ISBN 978-3-214-08312-0.

Zudem ist Zöchling-Jud Mitherausgeber einiger Zeitschriften, wie der Zeitschrift für Gemeinschaftsprivatrecht (GPR) und der ecolex.